# 秩父浦站
秩父浦站（日语：／ Chichibugaura eki */?）是位於長崎縣島原市秩父浦町，島原鐵道島原鐵道線的已停用車站。

## 歷史
- 1964年（昭和39年）4月8日 - 中央高校前站（日语：／）として開業。
- 1990年（平成2年）10月10日 - 車站改名為職業訓練校前站（日语：／）。
- 1993年（平成5年）4月28日 - 暫停營業[1]。
- 1995年（平成7年）4月20日 - 車站改名為技術專門校前站（日语：／）。
- 1996年（平成8年）10月1日 - 車站改名為秩父浦站。
- 1997年（平成9年）4月1日 - 車站向北遷移約200米並恢復營業[1]。
- 2008年（平成20年）4月1日 - 隨著島原外港站至加津佐站之間廢止，此站也永久停用。

## 構造
此站是地面車站，設有1面1線的單式月台。月台位於路軌西邊。此站沒有車站大樓，於月台上設有候車室。在候車室側邊設有車站出入口。此站是無人車站。

## 周邊
車站附近較多住宅。
- 島原中央高等學校（日语：島原中央高等学校）
- 秩父浦公園
- 島原技術專門學校
- 國道57號（日语：国道57号）
- 國道251號（日语：国道251号）

## 使用狀況
在此站最後的一個營業年度（2007年度），一年總乘車人次為12,129人，下車人次為15,015人。
以下為一年總乘車人次和下車人次變化。
| 年度               | 一年總 乘車人次 | 一年總 下車人次 |
| ------------------ | --------------- | --------------- |
| 1997年（平成09年） | 13,896          | 14,863          |
| 1998年（平成10年） | 12,146          | 13,637          |
| 1999年（平成11年） | 10,962          | 11,710          |
| 2000年（平成12年） | 12,622          | 13,412          |
| 2001年（平成13年） | 12,025          | 13,827          |
| 2002年（平成14年） | 10,958          | 12,725          |
| 2003年（平成15年） | 7,602           | 9,268           |
| 2004年（平成16年） | 6,677           | 7,531           |
| 2005年（平成17年） | 7,803           | 9,139           |
| 2006年（平成18年） | 10,617          | 12,146          |
| 2007年（平成19年） | 12,129          | 15,015          |

## 現狀
- 在廢線後月台仍然存在。

## 相鄰車站
島原鐵道
島原鐵道線
島原外港－秩父浦－安德

## 外部連結
- 國土地理院地圖參閲服務 （页面存档备份，存于） - 秩父浦站周邊的1/25000地形圖 （页面存档备份，存于）（日語）